# Лукка
Лукка (італ. Lucca) — місто та муніципалітет в Італії, у регіоні Тоскана, столиця провінції Лукка.
Лукка розташована на відстані близько 270 км на північний захід від Рима, 60 км на захід від Флоренції.
Населення — 89 290 осіб (2014).

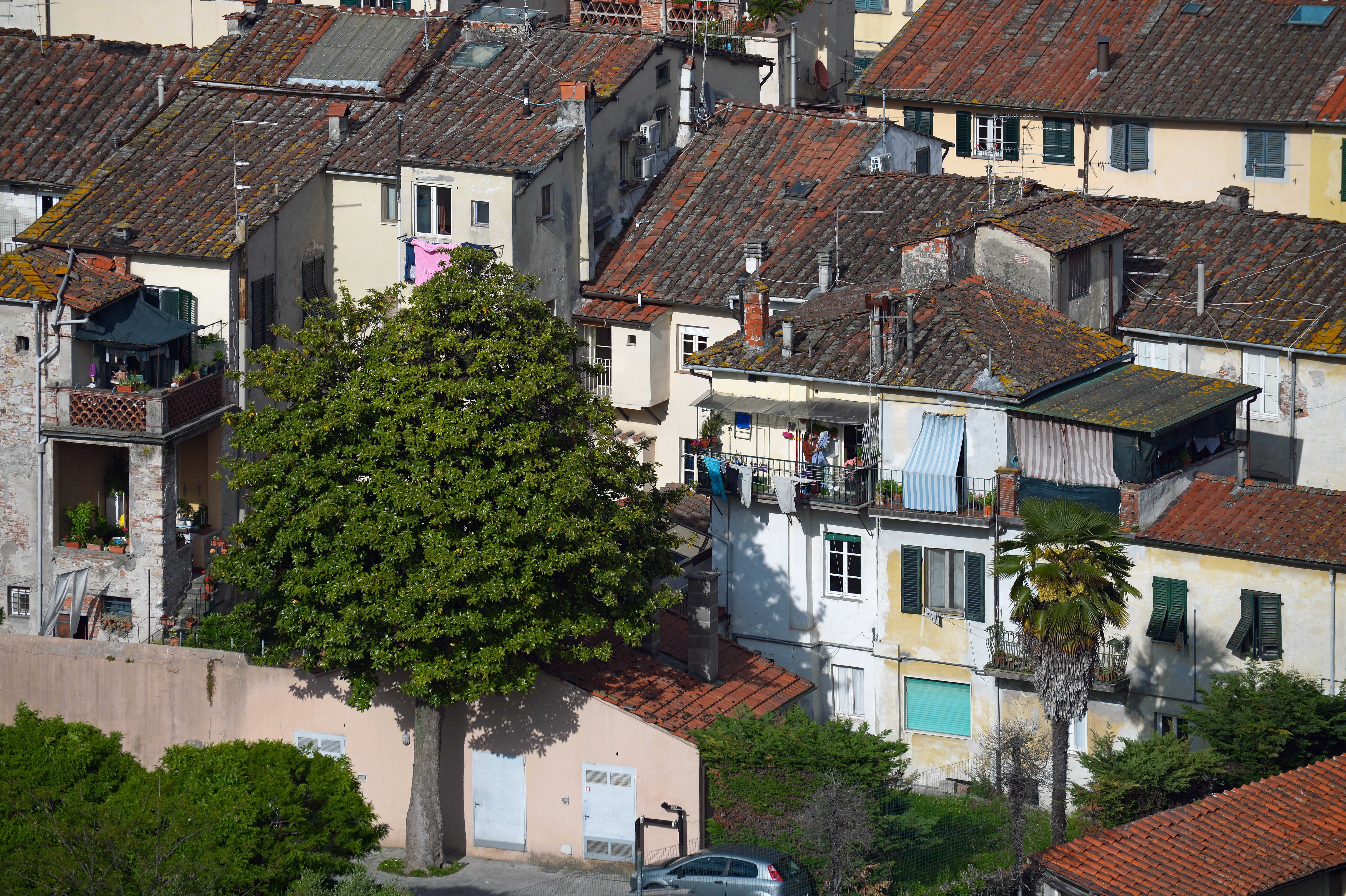
Старі квартали Лукки

Щорічний фестиваль відбувається 12 липня. Покровитель — San Paolino di Lucca.

## Історія

### Антична епоха
Історія Лукки в епоху античності:
- До 180 рр. до н. е. Поселення на теренах сучасного міста було засноване за часів етрусків.
- 180 рр до н. е. — 400-ті рр. н. е. З 180-х рр. до н. е. Лукка була колонією Римської імперії. В 56 р. до н. е. у Луцці відбулося зібрання (конференція) на якому Юлій Цезар, Помпей і Марк Ліциній Красс затведили політичний союз та проголосили Перший триумвірат. Лукка входила до складу Римської імперії, а згодом — Західної Римської імперії до кінця її існування в 473 році.

### Епоха раннього середньовіччя
В епоху раннього середньовіччя, до проголошення республіки в 1160 році, в історії Лукки можна виділити наступні періоди:
- 400-ті рр. — 570-ті рр.. Впродовж IV століття місто було заселене племенами готів. З 476 року, разом з іншими італійськими територіями, Лукка входила до королівства Одоакра, а з 493 — до королівства остготів на чолі з Теодоріхом. Впродовж V століття за контроль над Луккою точилася боротьба між остготами і Візантійською імперією на чолі з імператором Юстиніаном.
- 570 — 773 рр.. Приблизно в 568—572 рр. лангобарди завоювали територію центральної Італії і Лукка увійшла до складу королівства Лангобардів.
- 773 — 1160 рр.. В 773 місто було завойоване королем франків Карлом Великим і перейшло під владу каролінгів.

### Епоха республіки
Основні віхи історії Республіки Лукка, яка існувала (включно з періодами втрати незалежності) з 1160 по 1805:
- 1314 — 1316 рр.. В 1314 році Лукка була завойована військами Пізанської республіки на чолі з правителем (подеста) Пізи Угуччіоне делла Фаджіола, під владою якого Лукка залишалася 2 роки, допоки його влада не була повалена внаслідок повстання.
- 1316 — 1328 рр.. На чолі республіки став Каструччіо Кастракані, який перетворив її у провідну державу центральної Італії, здійснивши завоювання Пізанської республіки у 1323 році.
- 1328 — 1369 рр.. Період ослаблення і втрати незалежності. За контроль над територією республіки точилася боротьба між Пізою та Флорентійською республікою.
- 1369 — 1400 рр.. Відновлення незалежності республіки з утворенням представницьких зборів, які номінально керували республікою, хоча фактично влада зосередилась в руках впливового роду Гуініджі.
- 1400 — 1430 рр.. Встановлення політичного режиму сеньйорії за правління Паоло Гуініджі.

### Від Наполеона до об'єднаної Італії
- Див. також Князівство Лукка і Пйомбіно.
- Див. також Герцогство Лукка.

## Пам'ятки
Золота доба Лукки — треченто — залишила велику кількість церков з фасадами, покритими багатим скульптурним декором, і високими квадратними в плані кампанілами. За готичними фасадами ховаються давніші нефи, які залишилися стосовно планування цілком вписуються в рамки романики.
Собор Святого Мартіна — кафедральний собор Лукки, побудований в романському стилі, закладено в VI столітті. Сучасного вигляду набув у XI—XIII століттях. В інтер'єрі зберігаються роботи Джамболоньі, Фра Бартоломео, Тінторетто, Гірландайо і інших видатних авторів.
Базиліка святого Фредіано — перша половина VI століття (сучасний вигляд — XII століття). У базиліці знаходяться мощі святої Зіти (1212—1272).
Музей Палаццо Мансі — зібрання живопису в бароковому палаці XVII століття. У пінакотеці представлені роботи великих майстрів венеційської і болонської шкіл, а також тосканска і фламандський живопис.
Вежа Гуініджі — одна з найпомітніших веж Лукки, візитна картка міста. Відмітна особливість — дуби, що ростуть на верхньому майданчику.
Площа Амфітеатру — овальна площа, розташована на місці римського амфітеатру II століття н. е. і повторює його обриси.
Кільце фортечних стін 4,2 км завдовжки. На відміну від більшості старовинних італійських міст Лукка повністю зберегла фортифікаційні укріплення (в основному XVI століття). Зі стін і бастіонів відкриваються мальовничі краєвиди на навколишню рівнину.

### Сакральна архітектура
- Кафедральний собор Сан-Мартіно
- Церква Санті-Джованні-е-Репарата
- Церква Сан-Мікелє-ін-Форо
- Базиліка Сан-Фредіано

### Фортифікаційні споруди
- Оборонні мури Лукки

### Площі
- П'яцца дель Анфітеатро
- П'яцца Сан-Мартіно
- П'яцца Сан-Мікелє
- П'яцца Сан-Фредіано

### Музеї
- Музей кафедрального собору
- Національний музей Вілла Гуініджі

### Визначні твори мистецтва
- Вольто Санто

## Демографія
Населення за роками:

Станом на 1 січня 2023 року в муніципалітеті офіційно проживали 9492 іноземці з 118 країн, серед них 2570 громадян країн Євросоюзу та 326 громадян України.

## Сусідні муніципалітети
- Борго-а-Моццано
- Камайоре
- Капаннорі
- Массароза
- Пескалья
- Сан-Джуліано-Терме
- Векк'яно

## Відомі люди

### Діячі мистецтва
- Франческо Барсанті (1690–1772) , бароковий композитор та віртуоз
- Маттео Баччеллі (1769 або 1772–1850) , італійський художник, працював та помер в Україні
- Берлінг'єро Берлінг'єрі (1175 — 1236) , італійський художник романського (візантійського) стилю, засновник власної школи живопису у Луцці
- Луїджі Боккеріні (1743–1805) , композитор та віолончеліст
- Джозеффо Ґвамі (1542–1611) , пізньоренесансовий композитор, органіст та співак
- Деодато Орланді(1284 — 1332) , живописець готичного періоду
- П'єтро Паоліні (1603 — 1681) , художник доби бароко XVII ст.
- Ламберто Петрі (1910 — 1964) , відомий у минулому італійський футболіст, захисник
- Джакомо Пуччіні (1858 — 1924) , оперний композитор
- Ерос Річчіо (1977 —), шахіст

### Політики
- Гуго Великий (953—1001), маркграф Тосканський з 961, герцог Сполетський з 989—996, син Губерта і його дружини Вілли.
- Каструччіо Кастракані (1281 — 1328) , італійський кондотьєр і герцог Лукки з 1316 по 1328 рр.
- Вінченцо Лунарді (1759 — 1806) , італійський дипломат та аеронавт
- Паоло Гуініджі (1372 — 1432) , сеньйор Лукки з 1400 по 1430 рр.
- Марчелло Пера (* 1943) , італійський політик

### Релігійні діячі
- Олександр II (пом. 1073) , єпископ Лукки, в 1061 році обраний сто п'ятдесят п'ятим Папою Римським.
- Святий Фредіано з Лукки (пр. VI століття) , єпископ Лукки, святий римо-католицької церкви.